# Landerrouet-sur-Ségur
Pour les articles homonymes, voir Ségur (homonymie).
Ne doit pas être confondu avec Landerrouat, commune du même département.
Landerrouet-sur-Ségur est une commune du Sud-Ouest de la France, située dans le département de la Gironde, en région Nouvelle-Aquitaine.

## Géographie

### Localisation
Bordée au nord par le ruisseau de la Gouraude et au sud-ouest par la rivière Ségur, affluent du Dropt, la commune se trouve dans l'Entre-deux-Mers, à 60 km à l'est-sud-est de Bordeaux, chef-lieu du département, à 25 km au nord-est de Langon, chef-lieu d'arrondissement et à 10 km au nord de Monségur, chef-lieu de canton.

### Communes limitrophes
Les communes limitrophes en sont Rimons au nord-est, Mesterrieux au sud-est, Loubens à l'extrême sud sur moins de 500 mètres, Saint-Martin-de-Lerm au sud-ouest et Saint-Martin-du-Puy au nord-ouest.
| Saint-Martin-du-Puy  |                       | Rimons      |
|                      | Landerrouet-sur-Ségur |             |
| Saint-Martin-de-Lerm | Loubens               | Mesterrieux |

### Climat
Pour des articles plus généraux, voir Climat de la Nouvelle-Aquitaine et Climat de la Gironde.
Historiquement, la commune est exposée à un climat océanique aquitain.  
En 2020, Météo-France publie une typologie des climats de la France métropolitaine dans laquelle la commune est exposée à un climat océanique et est dans la région climatique  Aquitaine, Gascogne, caractérisée par une pluviométrie abondante au printemps, modérée en automne, un faible ensoleillement au printemps, un été chaud (19,5 °C), des vents faibles, des brouillards fréquents en automne et en hiver et des orages fréquents en été (15 à 20 jours).
Pour la période 1971-2000, la température annuelle moyenne est de 13 °C, avec une amplitude thermique annuelle de 15,1 °C. Le cumul annuel moyen de précipitations est de 816 mm, avec 11,7 jours de précipitations en janvier et 6,5 jours en juillet. Pour la période 1991-2020, la température moyenne annuelle observée sur la station météorologique la plus proche, située sur la commune de Talence à 7 km à vol d'oiseau, est de 14,3 °C et le cumul annuel moyen de précipitations est de 884,0 mm,. Pour l'avenir, les paramètres climatiques de la commune estimés pour 2050 selon différents scénarios d’émission de gaz à effet de serre sont consultables sur un site dédié publié par Météo-France en novembre 2022.

## Urbanisme

### Typologie
Au 1er janvier 2024, Landerrouet-sur-Ségur est catégorisée commune rurale à habitat très dispersé, selon la nouvelle grille communale de densité à sept niveaux définie par l'Insee en 2022.
Elle est située hors unité urbaine et hors attraction des villes,.

### Occupation des sols

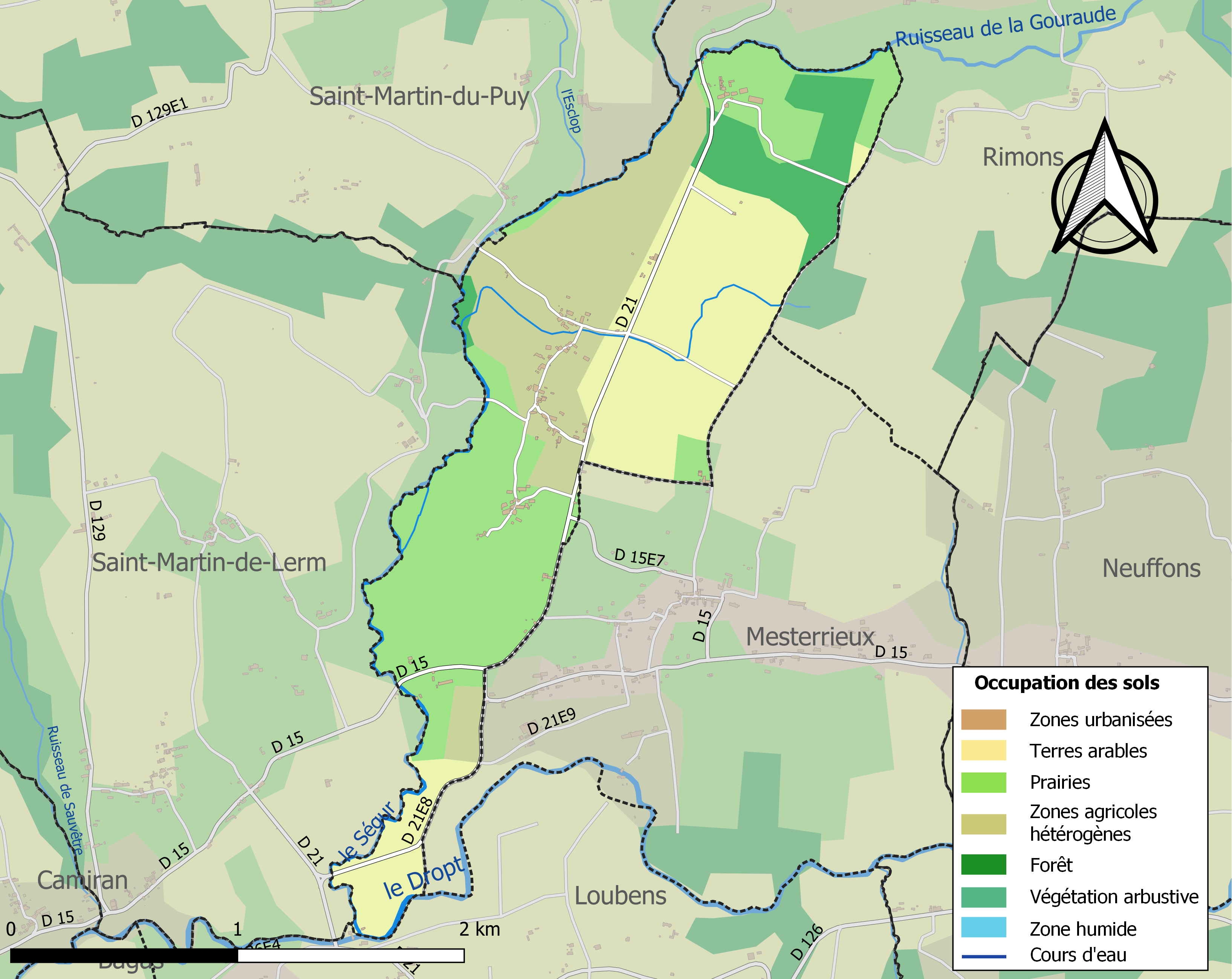
Carte des infrastructures et de l'occupation des sols de la commune en 2018 (CLC).

L'occupation des sols de la commune, telle qu'elle ressort de la base de données européenne d’occupation biophysique des sols Corine Land Cover (CLC), est marquée par l'importance des territoires agricoles (90,8 % en 2018), en diminution par rapport à 1990 (93,7 %). La répartition détaillée en 2018 est la suivante : 
prairies (34,2 %), cultures permanentes (25,9 %), zones agricoles hétérogènes (24,4 %), forêts (9,2 %), terres arables (6,2 %). L'évolution de l’occupation des sols de la commune et de ses infrastructures peut être observée sur les différentes représentations cartographiques du territoire : la carte de Cassini (XVIIIe siècle), la carte d'état-major (1820-1866) et les cartes ou photos aériennes de l'IGN pour la période actuelle (1950 à aujourd'hui).

### Voies de communication et transports
La commune est traversée, dans le bourg, par la route départementale D 21 qui mène à Castelmoron-d'Albret et Caumont au nord et à Loubens et au-delà à La Réole au sud.

L'accès le plus proche à l'autoroute A62 (Bordeaux-Toulouse) est le no 4, dit de La Réole, distant de 18 km par la route vers le sud.

L'accès no 1, dit de Bazas, à l'autoroute A65 (Langon-Pau) se situe à 35 km vers le sud-sud-ouest.

L'accès le plus proche à l'autoroute A89 (Bordeaux-Lyon) est celui de l'échangeur autoroutier avec la route nationale 89 qui se situe à 40 km vers le nord-ouest.
La gare SNCF la plus proche est celle, distante de 10 km par la route vers le sud, de La Réole sur la ligne Bordeaux-Sète du TER Nouvelle-Aquitaine.

### Risques majeurs
Le territoire de la commune de Landerrouet-sur-Ségur est vulnérable à différents aléas naturels : météorologiques (tempête, orage, neige, grand froid, canicule ou sécheresse), inondations et séisme (sismicité très faible). Un site publié par le BRGM permet d'évaluer simplement et rapidement les risques d'un bien localisé soit par son adresse soit par le numéro de sa parcelle.
Certaines parties du territoire communal sont susceptibles d’être affectées par le risque d’inondation par débordement de cours d'eau, notamment le Dropt, le Ségur et le ruisseau de la Gouraude. La commune a été reconnue en état de catastrophe naturelle au titre des dommages causés par les inondations et coulées de boue survenues en 1982, 1993, 1999 et 2009,.

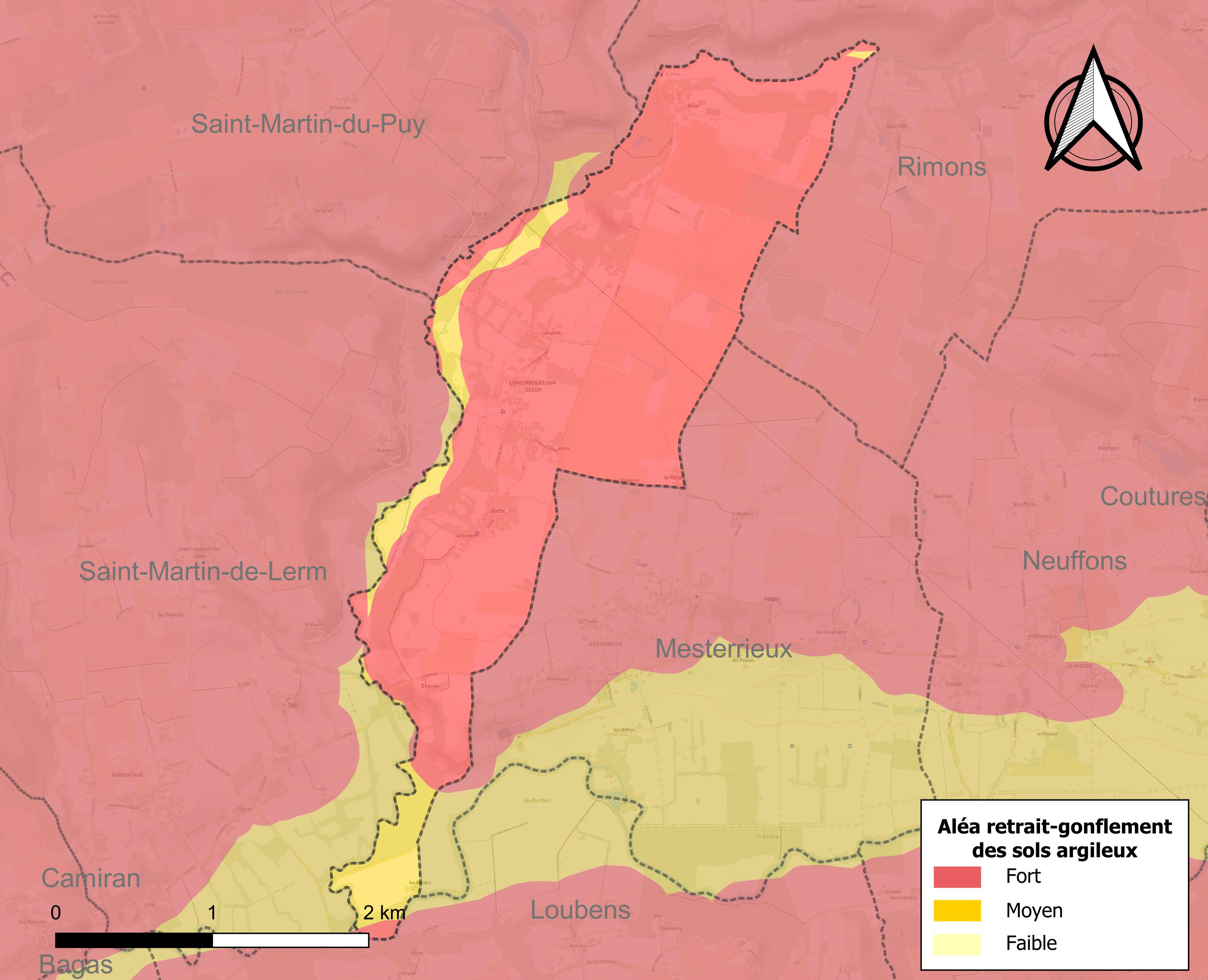
Carte des zones d'aléa retrait-gonflement des sols argileux de Landerrouet-sur-Ségur.

Le retrait-gonflement des sols argileux est susceptible d'engendrer des dommages importants aux bâtiments en cas d’alternance de périodes de sécheresse et de pluie. La totalité de la commune est en aléa moyen ou fort (67,4 % au niveau départemental et 48,5 % au niveau national). Sur les 61 bâtiments dénombrés sur la commune en 2019, 61 sont en aléa moyen ou fort, soit 100 %, à comparer aux 84 % au niveau départemental et 54 % au niveau national. Une cartographie de l'exposition du territoire national au retrait gonflement des sols argileux est disponible sur le site du BRGM,.
Par ailleurs, afin de mieux appréhender le risque d’affaissement de terrain, l'inventaire national des cavités souterraines permet de localiser celles situées sur la commune.
Concernant les mouvements de terrains, la commune a été reconnue en état de catastrophe naturelle au titre des dommages causés par la sécheresse en 2011 et par des mouvements de terrain en 1999.

## Toponymie
Landerrouet est la contraction de « landes et rhouets » désignant, dans des temps anciens, une région sauvage, envahie de bois et de taillis ; la rivière Ségur arrose le village.
Le nom de la commune est  Landeroet en gascon.
Les habitants s'appellent les Landerrouetiens.

## Histoire
À la Révolution, la paroisse Notre-Dame de Landerrouet forme la commune de Landerrouet.
Le 5 septembre 1969, la commune de Landerrouet devient Landerrouet-sur-Ségur.
Les armées de Napoléon Ier, sur le chemin de l'Espagne, y feront halte et bivouaqueront[réf. nécessaire] notamment au lieu-dit le Tertre situé au village de Barbes, dans l'un des deux hameaux qui, avec Rival complètent le bourg.
L'avènement du chemin de fer au cours du XIXe siècle contribue encore à l'essor de toute la région et notamment celle de Landerrouet ; une gare y est aménagée, la maison existe toujours.
Une agriculture riche et abondante a perduré jusqu'aux années 1970 puis la viticulture est devenue intensive au cours des années 1980, qui a partout nivelé et banalisé le paysage ; il ne reste guère plus que deux ou trois agriculteurs locaux à Landerrouet aujourd'hui.

## Politique et administration
| Période                                  | Période  | Identité             | Étiquette | Qualité                    |
| ---------------------------------------- | -------- | -------------------- | --------- | -------------------------- |
| mars 2001                                | En cours | Jean-Pierre Gasnault | UMP-LR    | Retraité Fonction publique |
| Les données manquantes sont à compléter. |          |                      |           |                            |

### Intercommunalité
Le 1er janvier 2014, la communauté de communes du Monségurais ayant été supprimée, la commune de Landerrouet-sur-Ségur s'est retrouvée intégrée à la communauté de communes du Sauveterrois siégeant à Sauveterre-de-Guyenne.
Elle intègre ensuite la communauté des communes rurales de l'Entre-Deux-Mers le 1er janvier 2017.

## Démographie
L'évolution du nombre d'habitants est connue à travers les recensements de la population effectués dans la commune depuis 1793. Pour les communes de moins de 10 000 habitants, une enquête de recensement portant sur toute la population est réalisée tous les cinq ans, les populations de référence des années intermédiaires étant quant à elles estimées par interpolation ou extrapolation. Pour la commune, le premier recensement exhaustif entrant dans le cadre du nouveau dispositif a été réalisé en 2007.

En 2022, la commune comptait 102 habitants, en évolution de +5,15 % par rapport à 2016 (Gironde : +6,91 %, France hors Mayotte : +2,11 %).
| 1793 | 1800 | 1806 | 1821 | 1831 | 1836 | 1841 | 1846 | 1851 |
| ---- | ---- | ---- | ---- | ---- | ---- | ---- | ---- | ---- |
| 300  | 270  | 310  | 294  | 259  | 223  | 223  | 243  | 213  |

| 1856 | 1861 | 1866 | 1872 | 1876 | 1881 | 1886 | 1891 | 1896 |
| ---- | ---- | ---- | ---- | ---- | ---- | ---- | ---- | ---- |
| 228  | 234  | 195  | 188  | 198  | 204  | 185  | 163  | 182  |

| 1901 | 1906 | 1911 | 1921 | 1926 | 1931 | 1936 | 1946 | 1954 |
| ---- | ---- | ---- | ---- | ---- | ---- | ---- | ---- | ---- |
| 154  | 162  | 169  | 169  | 176  | 151  | 161  | 145  | 128  |

| 1962 | 1968 | 1975 | 1982 | 1990 | 1999 | 2006 | 2007 | 2012 |
| ---- | ---- | ---- | ---- | ---- | ---- | ---- | ---- | ---- |
| 139  | 115  | 109  | 117  | 115  | 108  | 116  | 117  | 102  |

| 2017 | 2022 | - | - | - | - | - | - | - |
| ---- | ---- | - | - | - | - | - | - | - |
| 97   | 102  | - | - | - | - | - | - | - |

## Lieux et monuments
- Le moulin fortifié appelé moulin de Loubens enjambe le Dropt en limite des communes de Loubens et de Landerrouet-sur-Ségur et date, pour sa majeure part, du XIVe siècle ; ayant appartenu initialement aux bénédictins du Prieuré de La Réole, il est par la suite passé aux mains d'un meunier privé et, aujourd'hui désaffecté, est la propriété d'une personne privée ; il a été classé monument historique en 2000[26].
- L'église Notre-Dame abrite un encensoir en cuivre du XVIIe siècle classé en 1908 au titre objet des monuments historiques[27].

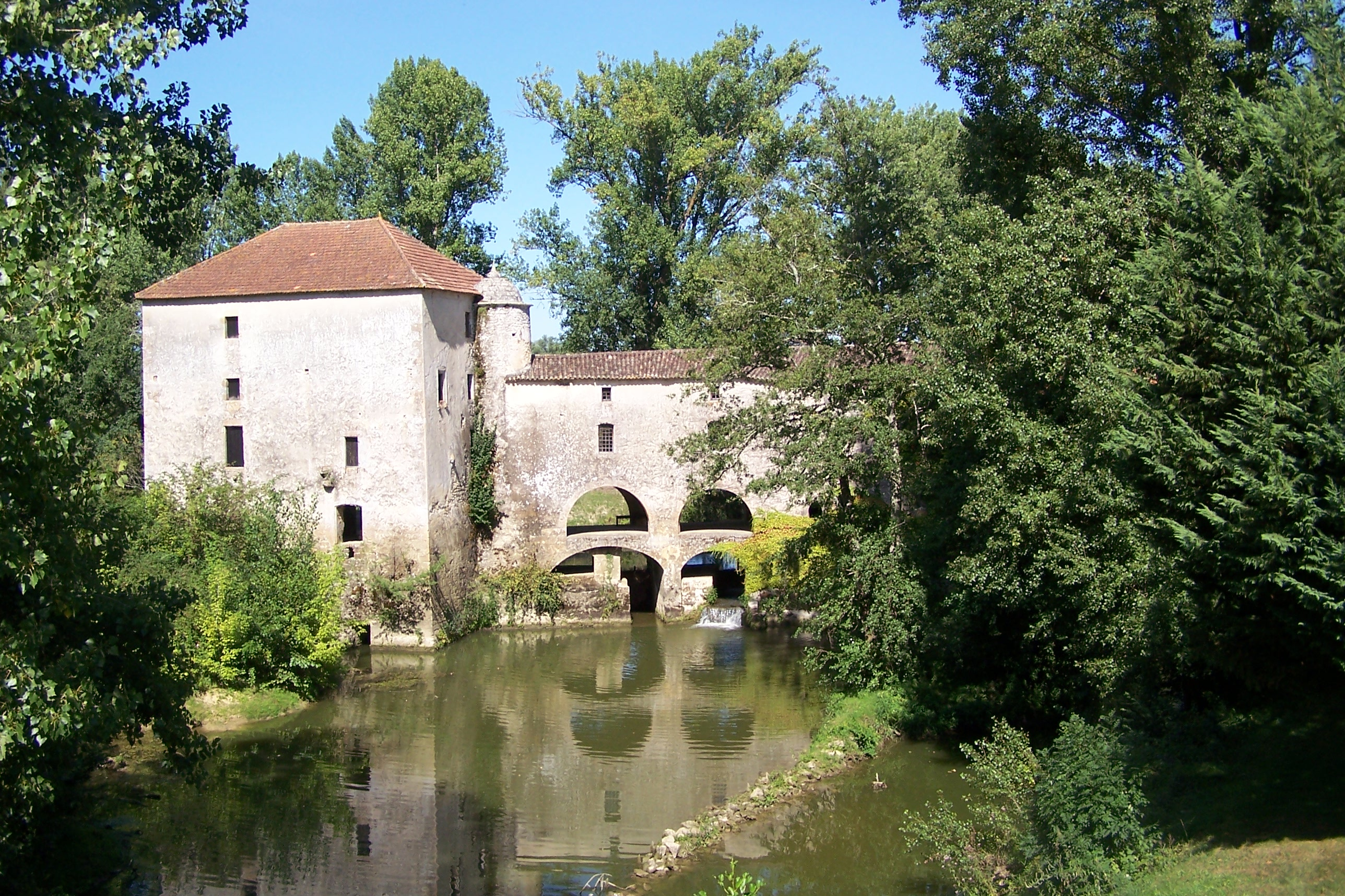
Le moulin sur le Dropt (août 2011).
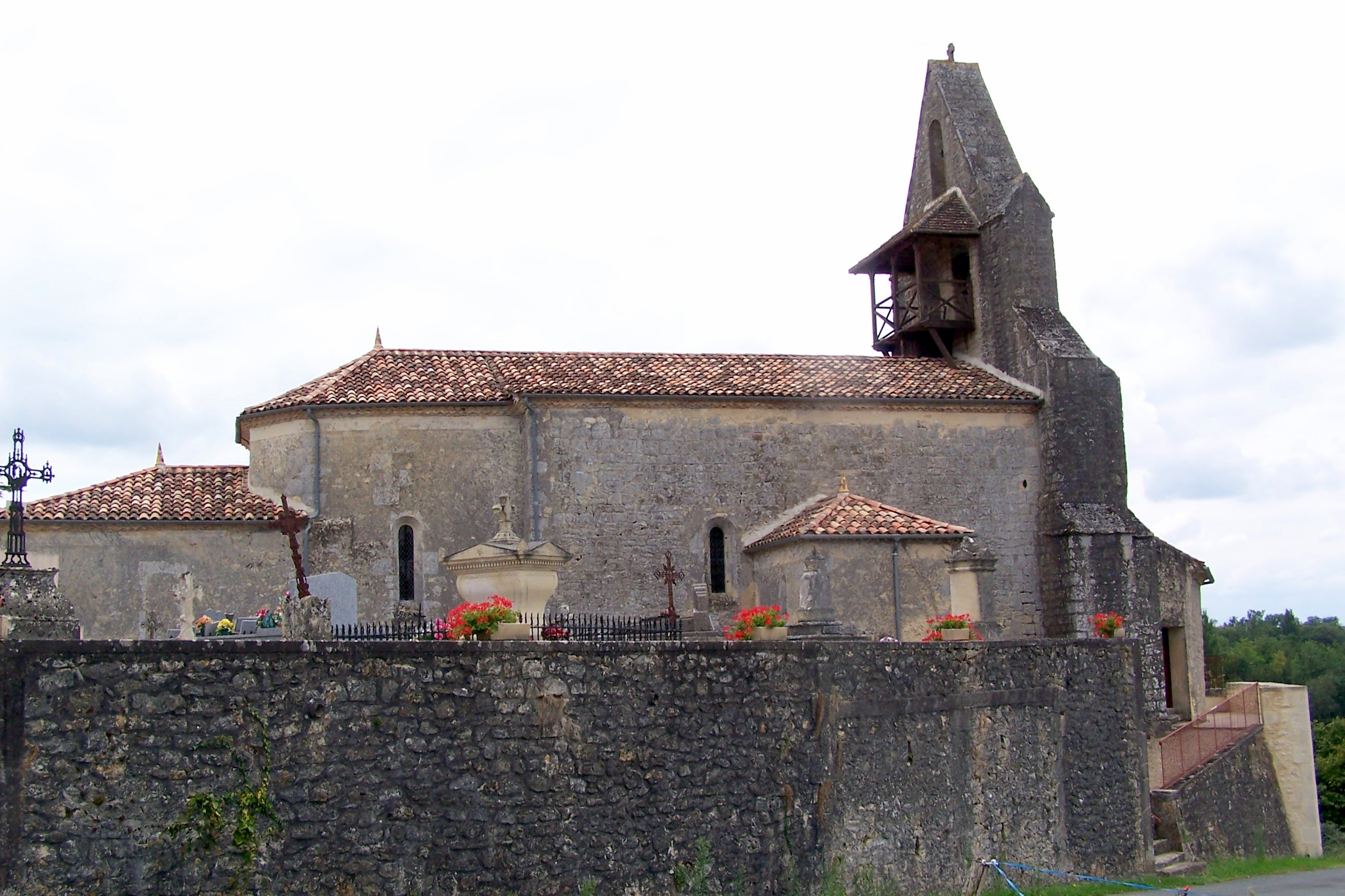
L'église Notre-Dame (août 2011).
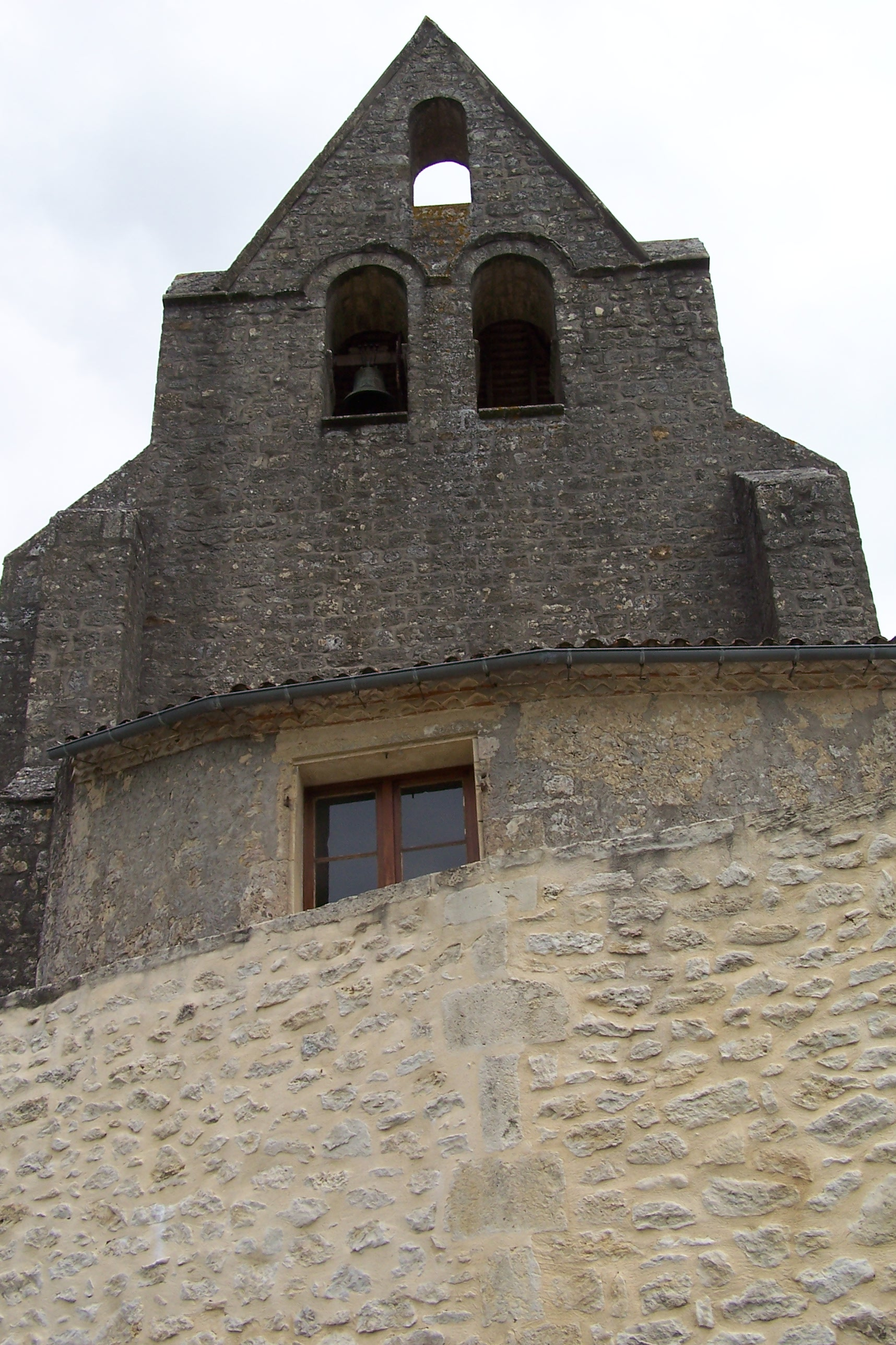
Le clocher-pignon (août 2011).
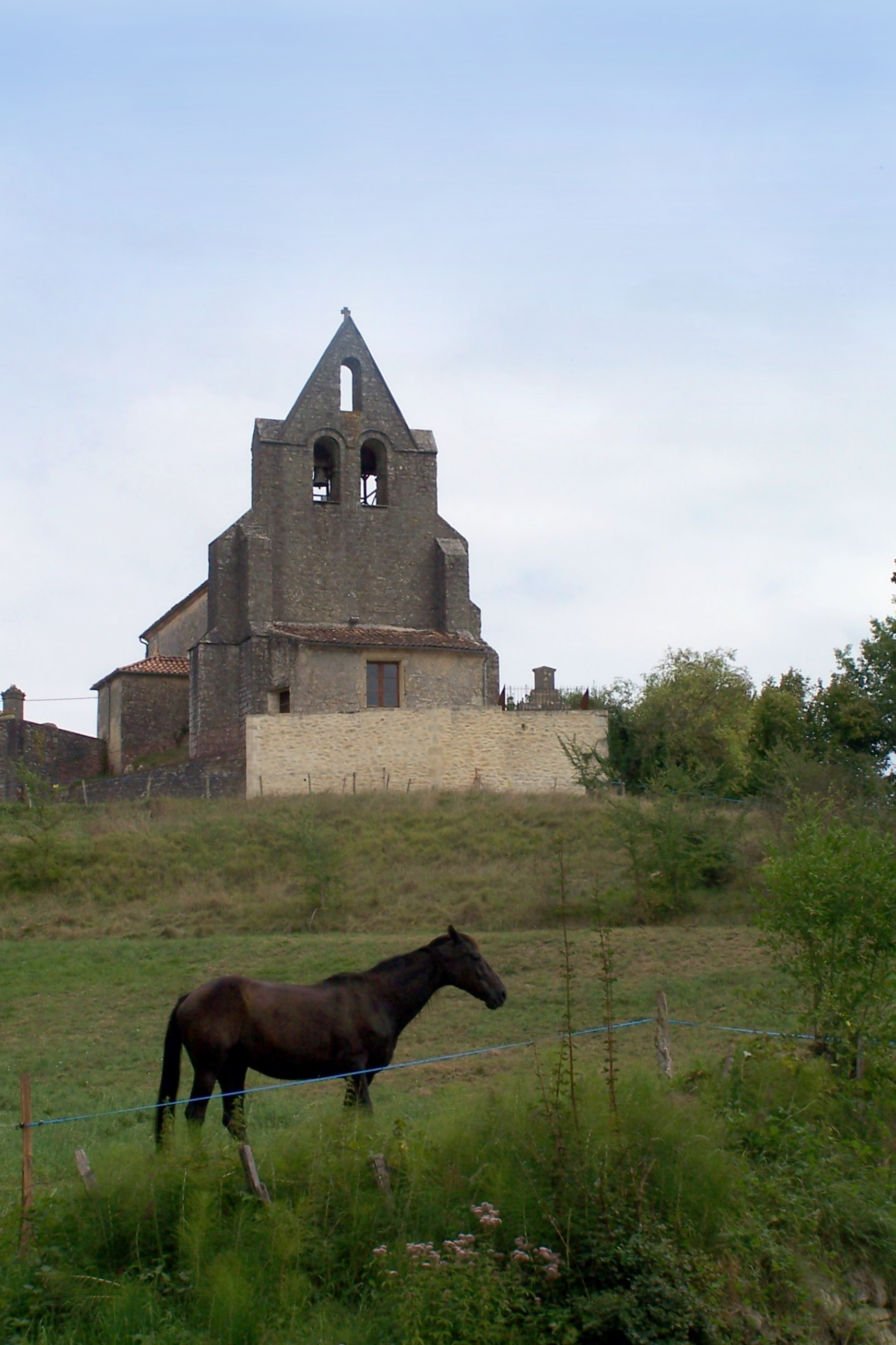
L'église vue des champs (août 2011).
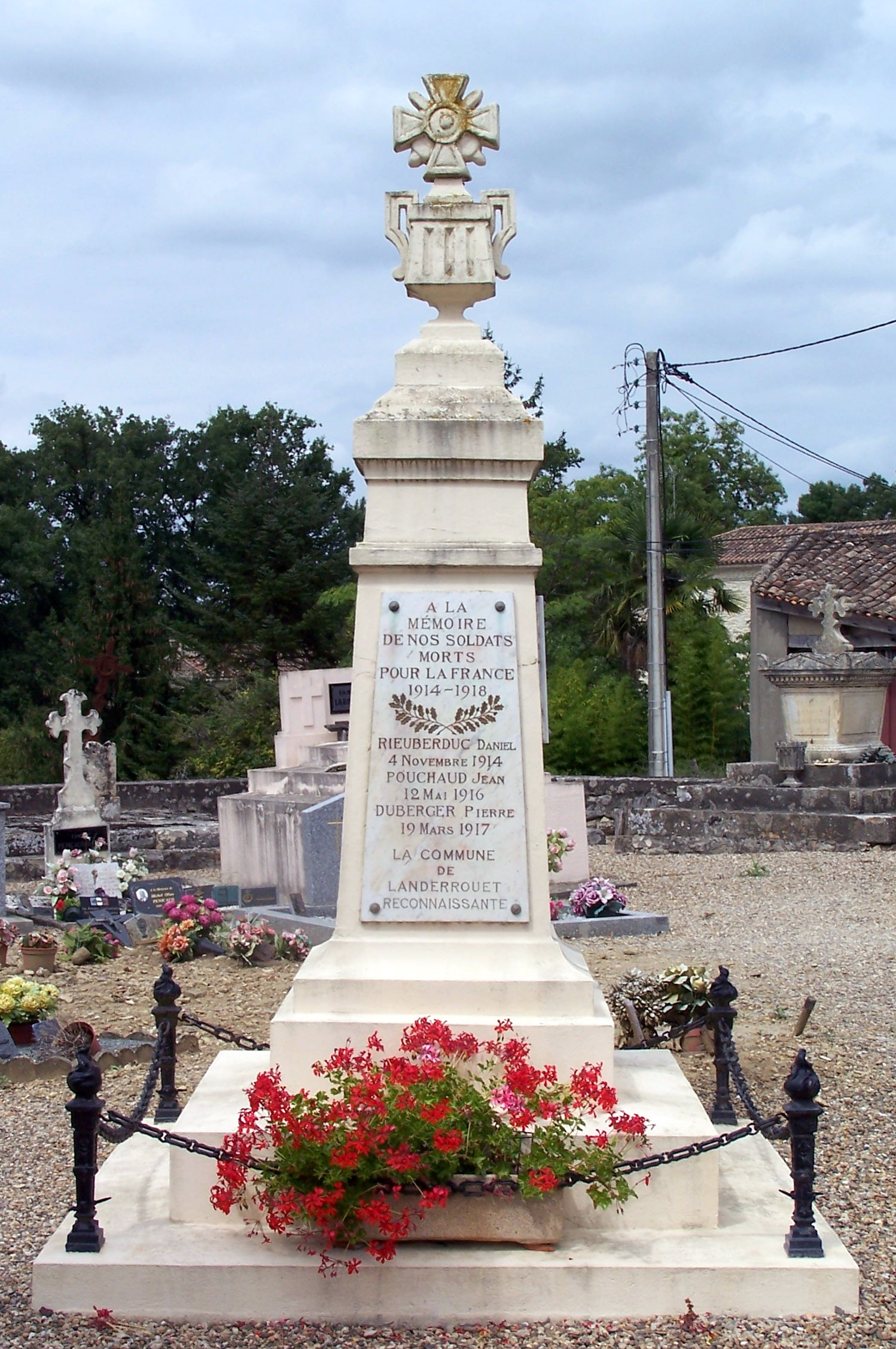
Le monument aux morts derrière l'église dans le cimetière (août 2011).

## Héraldique
| Blason de Landerrouet-sur-Ségur | Blason  | D'or au lion de gueules; chapé ployé d'azur chargé à dextre d'un agneau arrêté et contourné d'argent et à senestre d'une grappe de raisin tigée et feuillée du même; le tout au comble d'or chargé des inscriptions « LANDERROUET » et « SUR SEGUR » en lettres capitales de sable, l'une au-dessus de l'autre. |
| Blason de Landerrouet-sur-Ségur | Détails | Blason confirmé par la mairie. |